# Moriagatteyo
Moriagatteyo (jap. モリ↑ガッテヨ) – pierwszy japoński album studyjny południowokoreańskiej grupy Got7, wydany 3 lutego 2016 roku przez Epic Records. Ukazał się w trzech edycjach: jednej regularnej (CD) i dwóch limitowanych (CD+2DVD). Album osiągnął 3 pozycję w rankingu Oricon i pozostał na liście przez 5 tygodni, sprzedał się w nakładzie 30 457 egzemplarzy.

## Lista utworów
| CD  | CD                                                            | CD                                         | CD                                                                                                | CD                                                                               | CD      |
| Nr  | Tytuł utworu                                                  | Tekst                                      | Kompozycja                                                                                        | Aranżacja                                                                        | Długość |
| --- | ------------------------------------------------------------- | ------------------------------------------ | ------------------------------------------------------------------------------------------------- | -------------------------------------------------------------------------------- | ------- |
| 1.  | „Shaking The World”                                           | Yu Shimoji                                 | Rohan Heath, Danny Kirsch                                                                         | Danny Kirsch                                                                     | 3:20    |
| 2.  | „Yo Moriagatte Yo” (jap. Yo モリアガッテ Yo)                  | Jang Woo-young, BOYTOY, SIMON              | Jang Woo-young, BOYTOY                                                                            | BOYTOY                                                                           | 3:18    |
| 3.  | „Got ur Luv”                                                  | Frants, Yu-ki Kokubo, Dong Wook Min        | Frants                                                                                            | Frants                                                                           | 3:24    |
| 4.  | „Laugh Laugh Laugh”                                           | IE-MON, DX ISHII, Kdai                     | IE-MON, DX ISHII, Kdai                                                                            | DX ISHII                                                                         | 3:31    |
| 5.  | „Be My Girl”                                                  | Raphael, Yūki Shirai                       | Raphael                                                                                           | Raphael                                                                          | 3:15    |
| 6.  | „Around the World”                                            | KOMU                                       | Kim Tae-sung, Jake K, Jimmy Burney                                                                | Kim Tae-sung, Jake K                                                             | 3:58    |
| 7.  | „Love Train”                                                  | Kōhei Yokono, Yu-ki Kokubo, Samuelle Soung | Kōhei Yokono, Yu-ki Kokubo                                                                        | Kōhei Yokono                                                                     | 4:05    |
| 8.  | „Jibberish”                                                   | KOMU                                       | Emma Stakes, Obi Mhondera, Tim Hawes, Hamed "K-One" Pirouzpanah                                   | Hamed "K-One" Pirouzpanah, Obi Mhondera                                          | 3:49    |
| 9.  | „O.M.G”                                                       | Noday, Ragoon Im, Yūki Shirai              | Noday, Ragoon Im                                                                                  | Noday, Ragoon Im                                                                 | 3:31    |
| 10. | „Angel”                                                       | Frants, Ryan Im, Yūki Shirai               | Frants, Ryan Im                                                                                   | Frants, Ryan Im                                                                  | 3:57    |
| 11. | „Stay”                                                        | Kenji Kabashima                            | Kenji Kabashima, kosekibeatz                                                                      | kosekibeatz                                                                      | 4:54    |
| 12. | „So Lucky”                                                    | Jun.K, Tamaki Mori                         | Jun.K, Lel                                                                                        | Lel                                                                              | 4:11    |
| 13. | „Girls Girls Girls -Japanese ver.-” (tylko Limited Edition B) | Yūki Shirai, SIMON                         | J.Y. Park "The Asiansoul"                                                                         | J.Y. Park "The Asiansoul", Hong Ji-sang                                          | 3:36    |
| 14. | „A -Japanese ver.-” (tylko Limited Edition B)                 | Tamaki Mori                                | J.Y. Park "The Asiansoul"                                                                         | Noday                                                                            | 3:02    |
| 15. | „Stop stop it -Japanese ver.-” (tylko Limited Edition B)      | Yūki Shirai                                | J.Y. Park "The Asiansoul"                                                                         | J.Y. Park "The Asiansoul", Hong Ji-sang                                          | 3:18    |
| 16. | „Just right -Japanese ver.-” (tylko Limited Edition B)        | Lauren Kaori                               | Carlos Battey, Steven Battey, Gavin Jones, Charles "Chizzy" Stephens III, C Minor, Jay Dmuchowski | Jackie Boyz, Charles "Chizzy" Stephens III, C Minor, Jay Dmuchowski, Gavin Jones | 3:42    |
|     |                                                               |                                            |                                                                                                   |                                                                                  | 58:51   |